# سنترال ویسایاز
سنترال ویسایاز (به لاتین: Central Visayas) یک منطقهٔ مسکونی در فیلیپین است که در ویسایا واقع شده‌است.